# Gingivit
Gingivit (blödande tandkött) är inflammation i tandköttets gingivalrand, tandköttsfickorna, vilket kan uppstå på grund av plack. Gingivit är den vanligaste formen av tandköttsproblem och drabbar 40-85% av alla vuxna och barn. Detta är en reversibel inflammationsprocess som på 7-10 dagar kan tillbakabildas om plackmängden reduceras. Gingivit utvecklas av dålig tandborstningsrutin eller hormonsammansättningen. Gingivit påverkas inte av fluor.

## Orsaker
Gingivit uppstår på grund av plack. Plack består av mikroorganismer som koloniserar ytan på tandkött och tänder. Om mikroorganismer får ligga kvar orörda organiserar de sig och bildar plack. Plack orsakar ett inflammatoriskt svar i tandköttet som ger upphov till symtomet för gingivit. Största riskfaktorn för att drabbas av gingivit är dålig munhygien men även dålig kost, rökning, åldrande, vissa läkemedel, stress och systemiska sjukdomar (ex diabetes) är bidragande orsaker.

## Symptom
Gingivit orsakar en inflammation i tandköttet som kan märkas i form av fördjupningar, tandköttsfickor, och i förlängningen utveckla parodontit, rodnad, tandköttsförstoring, svullnad, och blödningar, särskilt vid rengöring med exempelvis tandtråd, samt dålig andedräkt.

## Behandling
Gingivit motverkas genom att regelbundet använda tandborste och tandtråd. Studier har visat att probiotika, Lactobaccillus reuteri Prodentis, kan minska blödning i tandköttet med 85% i kombination med tandborstning.. Regelbundna besök bör göras hos tandläkare eller tandhygienist minst vartannat år för att undersöka tandköttet och ta bort eventuell tandsten. Bakteriedödande klorhexidin kan få effekt om det kommer åt tandköttsfickorna men med risk för utveckling av bakterieresistens, bakteriedöd och i förlängningen utveckling av svamp i munhålan.